# 아일랜드의 군주
아일랜드섬에는 기원전 900년 이전부터 20세기 중반 아일랜드 공화국이 수립될 때까지 군주정체들이 존재했다. 연합왕국의 일부인 북아일랜드는 현재도 군주정이 유지되고 있다.
중세 성기이전에는 아일랜드 토착 민족인 켈트족 게일인들의 여러 소왕국들이 존재했다. 12세기 말 노르만인의 아일랜드 침공으로 교황청의 봉신령인 아일랜드 영지가 설치되고 잉글랜드 국왕이 그 영주를 겸했다. 이후 잉글랜드에서 넘어온 노르만인들과 게일인들 사이의 투쟁이 이어진 끝에 16세기가 되면 잉글랜드의 영향력이 유지되는 지역은 오늘날의 더블린 일대만 남게 되었다. 1541년 아일랜드 의회가 잉글랜드의 헨리 8세를 국왕으로 옹립하면서 아일랜드 왕국이 수립되었고 잉글랜드 튜더 왕조가 아일랜드를 완전히 정복하면서 이후 아일랜드는 잉글랜드와 동군연합을 이루게 되었다. 1603년 스코트인의 왕 제임스 6세가 잉글랜드 왕위를 상속받으면서 스코틀랜드도 동군연합에 추가되었다. 1707년 연합법으로 잉글랜드와 스코틀랜드의 왕위가 폐지되고 그레이트브리튼 왕국이 선포되면서 브리튼 섬의 두 왕국은 동군연합이 아닌 정치연합으로 탈바꿈한 반면 아일랜드는 그레이트브리튼 왕국과 동군연합을 유지했다. 1800년 연합법으로 아일랜드 왕국이 폐지되고 그레이트브리튼 아일랜드 연합왕국이 선포되면서 아일랜드도 동군연합에서 정치연합으로 편입되었고 이 상태가 1922년 12월까지 유지되었다.
1922년 이후 아일랜드섬의 대부분은 연합왕국을 탈퇴, 아일랜드 자유국으로 독립했고 나머지 부분, 즉 북아일랜드는 연합왕국에 잔류했다. 1927년 그레이트브리튼 북아일랜드 연합왕국으로 개칭한 연합왕국과 아일랜드 자유국은 조지 5세를 군주로 모시는 동군연합 관계를 1937년까지 유지했다. 조지 5세가 죽은 뒤 아일랜드 자유국은 신헌법을 발표하여 국명을 그냥 "아일랜드"로 바꾸고 헌법에서 군주에 관한 조항을 모두 삭제했다. 1949년 4월 아일랜드는 공식적으로 공화국임을 선언했다. 하여 1949년 4월 이후 아일랜드섬에서 군주정체를 유지하는 지역은 북아일랜드만 남게 되었다.

## 게일계 소왕국들과 지고왕
게일 아일랜드는 최소 5개, 최대 9개의 왕국들로 이루어져 있었으며 이 왕국들을 쿠어거(아일랜드어: Cuaighe)라 했다. 각 쿠어거들은 내부적으로 수많은 소왕국들로 나뉘었고, 이 소왕국들을 투어허(아일랜드어: Tuatha)라고 했다. 코나크타, 알레흐, 아르길라, 울라, 미데, 라긴, 오스라거, 무운, 투어우완이 쿠어거들에 해당한다. 각 쿠어거는 게일 아일랜드 시대가 끝날 때까지 서로 싸우며 영토의 팽창과 축소를 반복했고 때로는 완전히 멸망해 다른 쿠어거로 대체되거나 두 개의 쿠어거로 분리되기도 했다. 각 쿠어거들의 왕을 리(아일랜드어: Rí)라 했고, 리들의 위에 아일랜드섬 전체의 명목상 지배자인 지고왕 아르드리(아일랜드어: Ard Rí)가 있었지만 지고왕의 역할은 지극히 형식적인 것이었고 게일 시대 아일랜드는 단일국가였던 적이 없다.
상술한 쿠어거들 중 코나크타, 울라, 라긴, 무운의 이름이 오늘날 아일랜드의 4대 지방인 코노트, 얼스터, 렌스터, 먼스터의 유래가 되었다. 각 쿠어거들의 왕 목록은 개별 문서를 참조할 것.
- 알레흐 국왕 - 12세기 티르 오간과 티르 코날로 분리됨
- 코나크타 국왕 - 투어우완을 제외한 샤논 강 이서 지역을 지배
- 라긴 국왕 - 1632년 단절됨
- 미데 국왕 - 11세기 코나크타에 흡수됨
- 오스라거 국왕 - 6세기-9세기 사이 라긴의 서부와 먼스터의 동부 지역이 독립 국가로 존재
- 무운 국왕 - 선사시대 말기부터 남서부에 존재한 여러 왕국들을 총체적으로 이름
- 울라 국왕 - 반강 이동의 지역을 지배.

신화상의 존재가 아닌, 역사적으로 유의미한 지고왕들은 다음과 같다. 신화상의 지고왕들까지 포함한 목록은 아르드리 목록 참조.
- 말 세크날 막 말러 루어나드: 846년–860년
- 아드 핀들라흐: 861년–876년
- 플란 신나: 877년–914년
- 니얼 글룬두브: 915년–917년
- 돈카드 돈: 918년-942년
- 콩갈라크 크노그바: 943년–954년
- 돔날 우어 넬: 955년–978년
- 말 세크날 막 돔날: 979년–1002년; 1014년–1022년
- 브리안 보루마: 1002년–1014년
- 돈카드 막 브리안: 1064년 몰
- 디어르마트 막 말 너 므보: 1072년 몰
- 테르델바크 우어 브리안: 1086년 몰
- 미르케르타크 우어 브리안: 1119년 몰
- 돔날 우어 로클란: 1121년 몰
- 티르델바크 우어 콘코바르: 1156년 몰
- 미르케르타크 막 로클란: 1166년 몰
- 루어드리 우어 콘코바르: 1198년 몰

## 아일랜드 영주 (1171년–1542년)
- 존: 1177년–1216년
- 헨리 3세: 1216년-1254년 (생존 중인 1254년 아들 에드워드에게 아일랜드 영주 자리를 양위)
- 에드워드 1세: 1254년-1307년
  - 브리안 우어 넬이 1258년-1260년 사이 아일랜드 지고왕위를 주장했으나 드림다르그 전투에서 패해 죽음
- 에드워드 2세: 1307년-1327년
  - 캐릭 백작 에드워드 브루스가 1315년-1318년 아일랜드 지고왕위를 주장했으나 실패
- 에드워드 3세: 1327년-1377년
- 리처드 2세: 1377년-1399년
  - 로버트 드 베레가 1386년 아일랜드 공작으로 봉해졌으나 1388년 작위를 몰수당함
- 헨리 4세: 1399년-1413년
- 헨리 5세: 1413년-1422년
- 헨리 6세: 1422년-1461년
- 에드워드 4세: 1461년-1470년
- 장미전쟁 시기
  - 헨리 6세: 1470년-1471년
  - 에드워드 6세: 1471년-1483년
  - 에드워드 5세: 1483년
  - 리처드 3세: 1483년-1485년
  - 헨리 7세: 1485년-1509년
  - 램버트 심넬이 제17대 워윅 백작 에드워드 플랜태저넷을 참칭하고 1487년 5월 24일 더블린 그리스도 교회 대성당에서 "에드워드 6세"로 대관함. 1487년 6월 16일 스토크 벌판 전투에서 패망하면서 종료.
  - 퍼킨 워베크가 요크 백작 슈루즈버리의 리처드를 참칭하고 "리처드 4세"로서 1495년 일부 아일랜드인 지지자와 함께 잉글랜드 침공을 시도했으나 실패.
- 헨리 8세: 1509년-1542년. 1542년 아일랜드 왕관법으로 아일랜드 국왕으로 옹립되면서 아일랜드 영주 작위 폐지.

## 아일랜드 국왕 (1541년–1800년)
- 헨리 8세: 1542년-1547년. 1542년 아일랜드 왕관법으로 국왕 옹립.
- 에드워드 6세: 1547년–1553년
- 레이디 제인 그레이: 1553년
- 메리 1세: 1553년-1558년
  - 펠리페 2세: 메리 1세의 남편으로서 공동왕
- 엘리자베스 1세: 1558년-1603년
- 제임스 1세: 1603년–1625년
- 찰스 1세: 1625년–1649년

(잉글랜드 내전 및 삼왕국 전쟁으로 인한 공위기)
- 찰스 2세: 1660년-1685년
- 제임스 2세: 1685년–1691년
- 윌리엄 3세(1689년–1702년)와 메리 2세(1689년–1694년)
  - 윌리엄과 메리 부부는 1688년 명예혁명으로 잉글랜드 의회에 의해 잉글랜드 국왕으로 추대되었으나 스코틀랜드와 아일랜드에서는 이들의 정당성에 도전이 이루어졌다(재커바이트의 난). 1689년 왕관 의회 인정법으로 윌리엄이 아일랜드 국왕이 되었고, 보인 강 전투에서 윌리엄이 승리하면서 확고해졌다.
- 앤: 1702년–1714년
  - 1707년 연합법으로 잉글랜드 왕국과 스코틀랜드 왕국이 그레이트브리튼 왕국으로 합쳐졌다. 하지만 아일랜드 왕국은 별개의 국가로 남으면서 그레이트브리튼 왕국과 동군연합을 유지했다.
- 조지 1세: 1714년–1727년
- 조지 2세: 1727년–1760년
- 조지 3세: 1760년–1800년
  - 1798년 프랑스 혁명의 영향을 받은 연합 아일랜드인의 난이 일어났으나 진압되었고, 이에 대한 반동으로 아일랜드의 독립국 지위를 폐지하는 1800년 연합법이 통과되면서 아일랜드 국왕위도 폐지되었다.

## 그레이트브리튼 아일랜드 국왕 (1800년-1922년)
- 조지 3세: 1800년-1820년
- 조지 4세: 1820년-1830년
- 윌리엄 4세: 1830년-1837년
- 빅토리아: 1837년-1901년
- 에드워드 7세: 1901년-1910년
- 조지 5세: 1910년-1922년

## 그레이트브리튼 북아일랜드 및 아일랜드 자유국 국왕 (1922년-1949년)
- 조지 5세(1922년–1936년)
  - 조지 5세가 죽은 뒤 아일랜드 자유국은 개헌으로 헌법에서 군주를 삭제했다. 한편 공식적으로 공화국임을 선언한 것은 1949년이기 때문에 아래 두 사람을 아일랜드 자유국의 왕으로 보아야 하는지 말아야 하는지에 대해서는 의문의 여지가 있다.
- 에드워드 8세(1936년)
- 조지 6세(1936년-1949년)

## 그레이트브리튼 북아일랜드 국왕 (1949년-현재)
- 조지 6세(1949년–1952년)
- 엘리자베스 2세(1952년-2022년)
- 찰스 3세(2022년-현재)